# 游
游（ゆう）は漢姓の一つ。『百家姓』の401番目の姓である。
2020年の中華人民共和国の統計では人数順の上位100姓に入っていないが、台湾の2018年の統計では35番目に多い姓で、139,882人がいる。

## 著名な人物
- 游子遠 - 前趙の政治家・武将。
- 游雅 - 北魏の政治家・学者。
- 游酢 - 北宋の儒学者。
- 游錫堃 - 台湾の政治家。
- ヤウ・ナイホイ - 香港の映画監督。
- 游蕙禎 - 香港の政治家。